# Šabat
Šabat (hebrejsko שַׁבָּת) je v judovski kulturi dan počitka. Versko obeleževanje šabata se prične v petek ob sončnem zahodu in konča ob sobotnem zahodu sonca. Tedenski judovski praznik simbolizira dan Gospodovega počitka, po tem ko je svet ustvarjal šest dni.

## Praznovanje
Ob petkovem sončnem zahodu se v hišah tradicionalno prižgeta dve sveči, ob čemer je opravljena molitev. Obred navadno vodi ženska. Običaj narekuje da ta vodi glavno vlogo v vodenju družine, s čimer ji pripada čast simbolično pričeti judovski sveti dan v tednu.
Sveči se prižgeta ob natanko določenem času, ko sonce popolnoma zaide. Če je čas zamujen, je sveči dovoljeno prižgati še 18 minut po zahodu.
Šabat se obeležuje s tremi prazničnimi jedmi: večerjo v petek zvečer, sobotnim kosilom in obrokom v soboto zvečer. Fizično delo v času obeleževanja praznika je odsvetovano, iz talmudskih tekstov pa izvira skupno 39 prepovedi početja v času šabata. Ta se v večini nanašajo na opravila zunaj hiše in večja fizična dela. 
Katerokoli od pravil se lahko krši in ne upošteva, če je ogroženo človeško življenje ali v kakršnikoli nevarni situaciji.

### Dovoljene aktivnosti
Znotraj vseh judovskih gibanj se lahko izvajajo sledeče aktivnosti:
- Druženje z ostalimi Judi.
- Obisk sinagoge.
- Druženje z družino in prijatelji.
- Gostovanje prijateljev na katerem izmed obrednih obrokov.
- Petje obrednih pesmi.
- Branje, študij in razpravljanje o Tori in talmudskih tekstih.
- Spolno občevanje med zakoncema.
- Počitek ob praznovanju.

## Skupnosti
Ortodoksni in Konzervativni Judje navadno sledijo strogemu upoštevanju vseh ali večine prepovedi. Ena od teh govori o odsvetovanju prižiganja ognja, zaradi česar ne uporabljajo stikal za luči in prevoza z avtomobilom.
Reformirani Judje si pomen šabata lahko predstavljajo individualno - nekateri ga praznujejo, drugi ne.